# Beinwil am See
Beinwil am See (schweizertyska: Böiu) är en ort och kommun vid Hallwilersee  i distriktet Kulm i kantonen Aargau, Schweiz. Kommunen har 3 601 invånare (2023).